# Internet Architecture Board
O Internet Architecture Board (IAB) é "um comitê da Internet Engineering Task Force (IETF) e um órgão consultivo da Internet Society (ISOC). Suas responsabilidades incluem supervisão arquitetural das atividades da IETF, supervisão e recurso do Processo de Padrões da Internet, e nomeação do Editor de Request for Comments (RFC). O IAB também é responsável pelo gerenciamento dos registros de parâmetros do protocolo IETF".
O IAB é responsável por:
- Fornecendo supervisão arquitetural de protocolos e procedimentos da Internet
- Contato com outras organizações em nome da Internet Engineering Task Force (IETF)
- Revisando apelações do processo de padrões da Internet
- Gerenciando documentos de padrões da Internet (a série RFC) e atribuição de valor de parâmetro de protocolo
- Confirmando o Presidente do IETF e os Diretores de Área do IETF
- Selecionando o Presidente da Força-Tarefa de Pesquisa da Internet (IRTF)
- Atuando como fonte de aconselhamento e orientação para a Internet Society.

Em seu trabalho, o IAB se esforça para:
- Garantir que a Internet seja um meio de comunicação confiável que forneça uma base técnica sólida para privacidade e segurança, especialmente à luz da vigilância generalizada,
- Estabelecer a direção técnica para uma Internet que permitirá que bilhões de pessoas se conectem, apoie a visão de uma Internet das coisas e permita que as redes móveis floresçam, mantendo os principais recursos que têm sido a base do sucesso da Internet e
- Promover a evolução técnica de uma Internet aberta sem controles especiais, especialmente aqueles que prejudicam a confiança na rede.

## História e Origem
O órgão que acabou se tornando o IAB foi criado originalmente pela Agência de Projetos de Pesquisa Avançada de Defesa do Departamento de Defesa dos Estados Unidos com o nome de Conselho de Controle de Configuração da Internet (ICCB) em 1979. Mais tarde, em 1983, o ICCB foi reorganizado pelo Dr. Barry Leiner, sucessor de Vint Cerf na DARPA, em torno de uma série de forças-tarefas considerando diferentes aspectos técnicos da internet. O grupo reorganizado foi nomeado o Conselho de Atividades da Internet.
O IAB estabeleceu para si sete focos principais para o período de 1989 a 1990. São eles:
- Estabilidade Operacional
- Serviços do usuário
- Coexistência OSI
- Instalações de teste
- Segurança
- Ficando grande
- Ficando rápido

Ele finalmente se tornou o Conselho de Arquitetura da Internet , sob a ISOC, em janeiro de 1992, como parte da transição da Internet de uma entidade governamental dos EUA para uma entidade pública internacional.

## Atividades
As atividades do IAB incluem:
Oficinas
- Workshop de Impactos da Rede COVID-19, 2020
- Explorando a sinergia entre a agregação de conteúdo e o Publisher Ecosystem Workshop 2019
- Expectativas de design versus realidade de implantação no Workshop de desenvolvimento de protocolo 2019

```
    * Documentos de Posicionamento: Workshop DEDR
```

- Workshop de Sistemas Explícitos de Nomenclatura da Internet (EName) 2017
- Workshop de Atualização de Software da Internet das Coisas (IoTSU) 2016

```
    * Workshop de interoperabilidade semântica IoT 2016
```

- Gerenciando Redes de Rádio em um Mundo Criptografado (MaRNEW) Workshop 2015
- Workshop de Coordenação de Resposta a Ataques em Escala da Internet (CARIS) 2015

```
    * Chamada de Artigos
    * Agenda: Workshop de Coordenação de Respostas a Ataques em Escala da Internet (CARIS)
```

- Workshop do IAB sobre evolução de pilha em uma Internet Middlebox (SEMI) 2015
- Workshop do W3C/IAB sobre Fortalecimento da Internet contra o monitoramento generalizado (STRINT) 2014
- Workshop do IAB sobre Adoção e Transição de Tecnologia da Internet (ITAT) 2013
- Workshop IAB/IRTF sobre Controle de Congestionamento para Comunicação Interativa em Tempo Real 2012

```
    * Workshop sobre Controle de Congestionamento: Documentos de Posicionamento
    * Agenda e Materiais do Workshop de Controle de Congestionamento
```

- Interconectando Objetos Inteligentes com a Internet Workshop 2011

```
    * Tutorial sobre como interconectar objetos inteligentes com a Internet
    * Documentos de Posicionamento
    * Agenda
```

- Workshop de Privacidade na Internet 2010

```
    * Apresentações de slides
    * Atas do Workshop de Privacidade na Internet do IAB/W3C/ISOC/MIT
    * Atas de Reunião
    * Documentos de Posicionamento Aceitos
```

- Workshop de Roteamento e Endereçamento 2006
- Workshop de Tráfego Indesejado 2006
- IAB Wireless Internetworking Workshop 2000

Programas técnicos e grupos de apoio administrativo
```
    * Programa Editor RFC: O Comitê de Supervisão da Série RFC (RSOC)
    * Programa de Desenvolvimento Futuro do Editor RFC
    * Programa de Planejamento Plenário
    * Programa de Modelo de Ameaça da Internet (modelo-t)
    * Grupo IETF-IANA
    * Programa de Evolução, Implantação e Manutenibilidade (EDM)
```

- Programas Concluídos

```
     * Programa de segurança
     * Programa de privacidade
     * Comentários de privacidade
     * Pesquisa de Privacidade IPv6
     * Programa de privacidade e segurança
     * Programa de Nomes e Identificadores
     * Programa de Supervisão de Ligação
     * Programa de Coordenação ITU-T
     * Programa de evolução de pilha de IP
     * Evolução IP
     * Programa de Internacionalização
     * Comitê de Supervisão de Registros do Protocolo IETF (IPROC)
     * Programa de Ferramentas e Processos IAB
     * Serviços de emergência
```

Nomeações e confirmações do IAB
- Grupo de Coordenação da Comunidade (CCG): Russ Housley (2017-2021), Barry Leiba (2017-2021), Tim Wicinski (2018-2022)
- Grupo de Coordenação de Transição de Administração da IANA (ICG): Russ Housley, Lynn St Amour
- Contato da Diretoria da ICANN: Harald Alvestrand: (2018–presente)
- Comitê de revisão da evolução da zona raiz da ICANN (RZERC): Tim (abril de 2020–2021)
- ICANN NomCom: Peter Koch, 2020
- Grupo de Ligação Técnica da ICANN (TLG): Warren Kumari (2019-2021), Petr Špaček (2020-2022)

## RFC1087 – Ética e Internet e uma ascensão à modernidade
O IAB assume uma posição formal sobre o que constitui o uso adequado da Internet em seu memorando de 1989, RFC 1087: “Ética e Internet”. Eles apresentam sua versão contemporânea da Internet, que na época estava em seus estágios iniciais, servindo principalmente como ferramenta de comunicação de pesquisas na comunidade científica, e identificam o uso dessa internet como um “privilégio”.
O IAB então proclama como antiética qualquer atividade que:
- busca obter acesso não autorizado aos recursos da Internet,
- interrompe o uso pretendido da Internet,
- desperdiça recursos (pessoas, capacidade, computador) através de tais ações,
- destrói a integridade das informações baseadas em computador
- compromete a privacidade dos usuários.

Este memorando foi escrito em uma época em que a Internet existia no meio geral de pesquisa, mas desde então a Internet evoluiu muito e expandiu sua base de usuários. O IAB assumiu novas posturas sobre o uso ético e seguro da Internet, como na RFC 8890, onde o IAB identifica a proteção dos usuários finais como a primeira prioridade na manutenção da Internet.
Como tal, embora seus princípios fundamentais sejam os mesmos, a prioridade de proteção do IAB mudou da comunidade técnica e científica para a comunidade de usuários do dia-a-dia. Em outro memorando RFC7624, o IAB assume uma posição firme contra a vigilância em massa generalizada através do uso da Internet por parte das agências nacionais de inteligência, dizendo que é necessário que a comunidade técnica da Internet, incluindo ela própria, “resolva as vulnerabilidades exploradas [por campanhas de vigilância em massa]... para garantir que a Internet possa ser confiável por [seus] usuários”.

## RFC 2850- Carta do Conselho de Arquitetura da Internet (IAB)
A RFC 2850 estabelece a estrutura e a finalidade do IAB. A RFC especifica o seguinte:
- Associação IAB: o IAB tem 13 membros, sendo 1 o presidente da Internet Engineering Task Force (IETF). Esses membros são nomeados para mandatos de 2 anos.[8]
- O Papel do IAB: O IAB serve para fornecer supervisão arquitetônica para procedimentos da Internet e para fornecer supervisão no processo de criação de padrões da Internet, incluindo recursos. Além disso, o IAB atua como elo de ligação com a Internet Society (ISOC) para aconselhamento sobre questões técnicas e de arquitetura.[8]
- Organização do IAB: Os 13 membros do IAB escolhem 1 membro para atuar como presidente do IAB por um mandato de 1 ano. Não há limite para o número de mandatos que o presidente pode servir. O diretor executivo do IAB é escolhido pelo presidente. O IAB também tem o poder de designar o presidente da Internet Research Task Force (IRTF) para um mandato de 2 anos.
- Tomada de decisão: na maioria das situações, o IAB visa chegar a decisões unânimes sobre os assuntos. Quando isso não for possível, o IAB deve chegar a um consenso de pelo menos 7 membros antes de agir.[8]
- Abertura e confidencialidade: O IAB torna todas as reuniões abertas ao público, disponibilizando-as online, e também publica RFCs regularmente para divulgar suas conclusões. Em algumas situações, no entanto, as informações confidenciais são excluídas por motivos de privacidade.[8]

## RFC 2026- O Processo de Padrões da Internet
O processo de Padrões da Internet é uma atividade da Internet Society que é organizada e gerenciada em nome da comunidade da Internet pelo Internet Architecture Board (IAB) e pelo Internet Engineering Steering Group (IESG). O Processo de Padrões da Internet está relacionado a todos os protocolos, procedimentos e convenções que são usados na ou pela Internet. O processo de criação de um padrão da Internet é simples: uma especificação passa por um período de desenvolvimento e várias iterações de revisão pela comunidade da Internet e revisão com base na experiência, é adotada como padrão pelo órgão apropriado (o IAB ou o IESG), e é publicado. Cada versão distinta de uma especificação relacionada aos padrões da Internet é publicada como parte da série de documentos "Request for Comments" (RFC). Esta série de arquivos é o canal oficial de publicação de documentos de padrões da Internet e outras publicações do IESG, IAB e da comunidade da Internet. O Processo de Padrões da Internet completo é especificado por um RFC, ou seja, RFC 2026.

## RFC 8980- Workshop sobre expectativas de design versus realidade de implantação no desenvolvimento de protocolos[10]
O workshop RFC 8980 foi realizado em fevereiro de 2021, onde o IAB discutiu vários tópicos sobre protocolos de segurança, incluindo:
• Padrões de e-mail, que presumiam que muitos provedores funcionavam de maneira amplamente descoordenada, mas viram tanto uma consolidação significativa do mercado quanto uma necessidade de coordenação para se defender contra spam e outros ataques. A coordenação e os mecanismos de defesa centralizados são melhor dimensionados para grandes entidades; estes alimentaram a consolidação adicional.
• O Domain Name System (DNS), que presumia hierarquias profundas, mas muitas vezes foi implantado em zonas grandes e planas, fazendo com que os servidores de nomes dessas zonas se tornassem infraestrutura crítica. Os desenvolvimentos futuros no DNS podem apresentar concentração por meio do uso de serviços de resolução comum globalmente disponíveis, que evoluem rapidamente e podem oferecer melhor segurança. Paradoxalmente, a concentração dessas consultas em alguns serviços cria novas preocupações de segurança e privacidade.
• A Web, que é construída em um design fundamentalmente descentralizado, mas agora é frequentemente entregue com a ajuda de Content Delivery Networks (CDNs). Seus serviços fornecem dimensionamento, distribuição e prevenção de negação de serviço de maneiras que novos operadores e operadores de sistemas menores achariam difícil de replicar. Embora serviços realmente pequenos e serviços realmente grandes possam operar usando apenas sua própria infraestrutura, muitos outros ficam com a única opção prática sendo o uso de um serviço comercial disponível globalmente.
O workshop resultou nas seguintes recomendações do IAB:
• Desenvolva e documente um modelo moderno de ameaças.
• Continuar a discussão de questões de consolidação/centralização.
• Documentar princípios de arquitetura, por exemplo, (re)aplicação do princípio de ponta a ponta.

## Organizações relacionadas
- IETF Administration LLC - Esta organização fornece consultoria jurídica para o IAB[11]
- Request for Comments (RFC) Editor - A série RFC contém documentos divulgados por 4 organizações: The Internet Architecture Board (IAB), Internet Engineering Task Force (IETF), Internet Research Task Force (IRTF) e Independent Submissions [12]
- Internet Assigned Numbers Authority (IANA)[13]
- Internet Research Task Force (IRTF) - A IRTF trabalha em projetos de longo prazo relacionados à Internet[14]
- The IETF Trust - The IETF Trust detém licenciamento de propriedade intelectual e outras licenças relacionadas à Internet[15]
- The Internet Society (ISOC)[16]